# Сюнчелей (Сунчаляєв) Шаріф Хамідулович

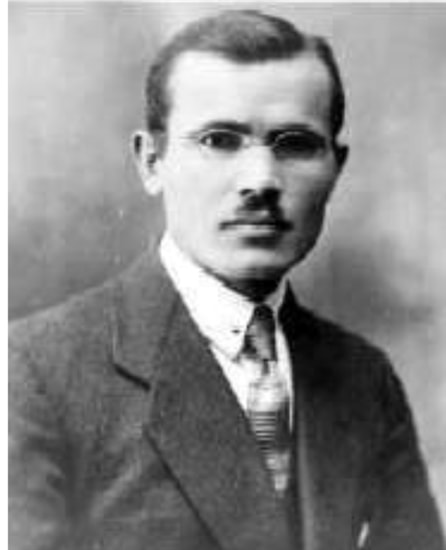
Шаріф Сюнчелей

Сюнчелей (Сунчаляєв) Шаріф Хамідулович (3 листопада 1885, с. Старий Мостяк Шиковської волості Хвалинського повіту Саратовської губернії — 9 листопада 1959, Москва) — організатор національної освіти у Башкортостані, башкирський краєзнавець і революціонер. Рідний брат башкирського поета Сагіта Сюнчелея (1889—1937).

## Життєвий і науковий шлях
Шаріф Сюнчелей народився в родині малоземельного селянина. У 1891 році сім'я переїхала до Астрахані, де його батько працював на різних роботах: був вантажником, шевцем, чоботарем.
Маленький Шаріф був відданий до медресе, потім навчався в російсько-татарській початковій школі. У 1903 році вступає до Казанської татарської вчительської школи, яку закінчив в 1907 році. Під час навчання відвідував підпільні гуртки лівого спрямування.
Протягом восьми років Шаріф Сюнчелей працював у земській школі в селі Сараші Осинського повіту Пермської губернії. Він виявився єдиним учителем і організатором позашкільної роботи на всю волость. Тут молодий учитель побачив на власні очі всю безпросвітність і злидні башкирського народу та інших «інородців». Він намагається донести не тільки до передової громадськості Росії, але і Європи всю безвихідність їх положення, займається публіцистичною діяльністю.
У 1915 році Сюнчелей переводиться в село Каргали Белебеївського повіту Уфимської губернії в якості інструктора з бібліотечної справи. У дні Лютневої революції 1917 року Сюнчелей стає на чолі революційно налаштованого селянства, учительства та учнів, є одним з організаторів демонстрацій і мітингів.
У березні 1917 року Сюнчелей переїжджає до Уфи і бере активну участь у революційних подіях. Разом з Мажитом Гафурі він бере участь у виданні газети «Ірек» («Свобода»), яку редагує татарський письменник і революціонер Галімджан Ібрагімов.
Невдовзі після перемоги Жовтневої революції Шаріф Сюнчелей обирається членом виконкому Уфимської Ради, членом колегії у справах мусульман, завідувачем відділом зв'язку виконкому, завідувачем відділом освіти татаро-башкирського комісаріату при Уфимскій губернській Раді. Одночасно Ш. Х. Сюнчелей став одним з відповідальних редакторів газети «Кореш» (Боротьба).
Після звільнення Уфи влітку 1919 року стає активним організатором народної освіти в губернії. Він завідує шкільним відділом губвно, стає редактором першого педагогічного журналу Уфимського губвно «Фронт освіти».
З утвердженням Радянської влади в Уфі почалася робота Сюнчелея в органах народної освіти. У 1922 році він закінчив повний курс Уфимського Практичного інституту народної освіти з суспільно-історичного відділення.
У 1922—1927 роках Сюнчелей працює в системі освіти Башкирії: на посадах заступника наркома освіти, завідувача управлінням соціального виховання, голови науково-методичного академічного центру і члена колегії. У цей період він об'єднав навколо органів народної освіти передових вчителів загальноосвітніх шкіл, технікумів і Уфимського педінституту, направляючи їх зусилля на вирішення науково-практичних завдань. В умовах громадянської війни, розрухи створювалися абсолютно нові організаційні форми народної освіти.
У 1927 році Сюнчелей стає директором Інституту народної освіти (ІНО), в 1929 — першим директором Башкирського державного педагогічного інституту (нині університет), створеного на базі ІНО. За два роки укомплектував його кваліфікованими кадрами.
Десять років плідно трудився Сюнчелей в сфері народної освіти Башкирії. За цей час він написав і переклав на татарську і башкирську мови безліч науково-практичних робіт на педагогічні, історичні, краєзнавчі та інші теми.
У 1930—1934 роках Сюнчелей — аспірант Комуністичної академії, спеціалізація — політекономія. В процесі проходження аспірантури Сюнчелей брав участь у польових експедиціях в Кабардино-Балкарії, Черкесії і Татарії, вивчав організацію праці в сільському господарстві зазначених республік і проблему створення кадрів національного пролетаріату. У 1931 році в складі науково-дослідної експедиції він побував і в Башкирії, де досліджував проблему колгоспно-радгоспного будівництва в кількох районах, а також організацію праці, побуту і культури робітників промислових підприємств цієї республіки.
В подальшому — старший науковий співробітник Науково-дослідного інституту народів Сходу, одночасно працюючи в Московському текстильному інституті.
Після наклепницького звинувачення в 1937 році його було відсторонено від роботи в Музеї народів СРСР. Під постійною загрозою заслання Шаріф Сюнчелей перебивався випадковими заробітками впродовж майже двадцяти років. У серпні 1956 року був повністю реабілітований.
Похований на Данилівському мусульманському кладовищі Москви.

## Праці Шаріфа Сюнчелея
- Сюнчелей Ш. Х. Башкиры Пермской губернии // Мусульманин. — 1910 . — № 24. — С.521-522.
- Сюнчелей Ш. Х. Татары и мишары Саратовской губернии // Мусульманин.
- Сюнчелей Ш. Х. Зло наших дней // Мусульманин
- Сюнчелей Ш. Х. Русско-татарская школа (в 2-х ч.) // Йондоҙ. — 1914.
- Сюнчелей Ш. Х. Этнографические особенности башкир
- Сюнчелей Ш. Х. Комплексный метод обучения. — Казань: Тип. им. К.Якуба. — 1924.
- Сюнчелей Ш. Х. Краеведческая работа в Башкирии / Ш. Х. Сюнчелей // Башкирский краеведческий сборник. — 1926. — № 1. — С. 50–55.
- Сюнчелей Ш. Етнографічні матеріали про башкир [на башкирській мові]
- Сюнчелей Ш. Х. Практическая работа в детском саду (1921)
- Сюнчелей Ш. Х. Беседы с маленькими детьми (1923)
- Сюнчелей Ш. Х. Комплексныйметод обучения в школе (1924)
- Сюнчелей Ш. Х. Общие сведения о Башкирии. Социально-экономический справочник на башкирском языке (1925)
- Сюнчелей Ш. Х. Ребёнок и его среда (1926)
- Сюнчелей Ш. Х. Програма по суспільствознавству [на башкирські мові] // Белем. — 1927.
- Сюнчелей Ш. Х. Програма по вивченню Башкирії [на башкирській мові] // Белем. — 1927.
- Сюнчелей Ш. Х. Организация работы в семье (1930)
- Сюнчелей Ш. Х. К решению проблемы кадров национального пролетариата на опыте Татарии [кандидатська дисертація]
- Сюнчелей Ш. Х. Аннотированная библиография по башкирскому фольклору (1940—1946) [Текст] / Сост. Ш. Х. и С. А. Сюнчелей.